# Gouvernement Raymond Poincaré (2)
Troisième République
Gouvernement Aristide Briand VII Gouvernement Raymond Poincaré III
Le deuxième gouvernement Raymond Poincaré dure du 15 janvier 1922 au 29 mars 1924.

## Composition
| Portefeuille | Titulaire | Titulaire                                            | Parti |
| --- | --------- | ---------------------------------------------------- | ----- |
| Président du Conseil                                                                                             |           | Raymond Poincaré                                     | PRDS  |
| Ministres |           |                                                      |       |
| Ministre des Affaires étrangères                                                                                 |           | Raymond Poincaré                                     | PRDS  |
| Ministre de la Guerre et des Pensions                                                                            |           | André Maginot                                        | PRDS  |
| Ministre de la Justice                                                                                           |           | Louis Barthou (jusqu’au 5 octobre 1922)              | PRDS  |
| Ministre de la Justice                                                                                           |           | Maurice Colrat                                       | PRDS  |
| Ministre de l’Instruction publique et des Beaux-Arts                                                             |           | Léon Bérard                                          | PRDS  |
| Ministre de l’Intérieur                                                                                          |           | Maurice Maunoury                                     | PRDS  |
| Ministre de la Marine                                                                                            |           | Flaminius Raiberti                                   | FR    |
| Ministre du Commerce et de l’Industrie                                                                           |           | Lucien Dior                                          | PRDS  |
| Ministre des Finances                                                                                            |           | Charles de Lasteyrie                                 | FR    |
| Ministre des Travaux publics                                                                                     |           | Yves Le Trocquer                                     | PRDS  |
| Ministre de l’Agriculture                                                                                        |           | Henry Chéron                                         | PRDS  |
| Ministre des Colonies                                                                                            |           | Albert Sarraut                                       | PRRRS |
| Ministre du Travail                                                                                              |           | Albert Peyronnet                                     | PRRRS |
| Ministre des Régions libérées                                                                                    |           | Charles Reibel                                       | PRDS  |
| Ministre de l’Hygiène, de l’Assistance et des Prévoyances sociales                                               |           | Paul Strauss                                         | RI    |
| Commissaires généraux                                                                                            |           |                                                      |       |
| Commissaire général à la Guerre chargé de l’Éducation physique et de la Préparation militaire                    |           | Henry Paté (à partir du 11 janvier 1924)             | SE    |
| Sous-secrétaires d’État                                                                                          |           |                                                      |       |
| Sous-secrétaire d’État à la présidence du Conseil et aux Affaires étrangères, chargé de la présidence du conseil |           | Maurice Colrat (jusqu’au 5 octobre 1922)             | PRDS  |
| Sous-secrétaire d’État à l’Instruction publique et aux Beaux-Arts, chargé de l’enseignement technique            |           | Gaston Vidal                                         | PRS   |
| Sous-secrétaire d’État aux Finances                                                                              |           | Alain Albert Leret d'Aubigny (jusqu’au 20 mars 1923) | SE    |
| Sous-secrétaire d’État aux Travaux publics chargé des P.T.T.                                                     |           | Paul Laffont                                         | PRRRS |
| Sous-secrétaire d’État aux Travaux publics chargé de l’Aéronautique et des Transports aériens                    |           | Laurent Eynac                                        | RI    |
| Sous-secrétaire d’État chargé des Ports, de la Marine marchande et de la Pêche                                   |           | Alphonse Rio                                         | PRS   |

## Politique menée
- 1922 : Raymond Poincaré confirme le refus de tout compromis avec l'Allemagne.
- 1923 : Invasion de la Ruhr, à la suite des refus de  paiements des réparations.
- 1924 : Réforme fiscale, les impôts augmentent de 20 % et l'impôt sur le revenu atteint une imposition maximale de 90 %. Cette réforme est très mal perçue par la population et provoque la victoire législative du Cartel des gauches.

## Fin du gouvernement et passation des pouvoirs
Lors de la première séance du 26 mars 1924, une majorité de députés vote le renvoi du projet de loi sur les pensions, contre l'avis du Gouvernement et du vice-président de la commission des finances Emmanuel Brousse. Raymond Poincaré démissionna le 29 mars 1924. Il est tout de même appelé de nouveau à la tête du gouvernement.